# Planaeschna taiwana
Planaeschna taiwana là loài chuồn chuồn trong họ Aeshnidae. Loài này được Asahina mô tả khoa học đầu tiên năm 1951.